# فکس-لو-کلوشه
شهر فکس-لو-کلوشه (به فرانسوی: Fexhe-le-Haut-Clocher) در شهرستان ورم (بلژیک)  در استان لیئژ  در منطقه فدرال والوون در کشور بلژیک واقع شده‌است.